# Modelage

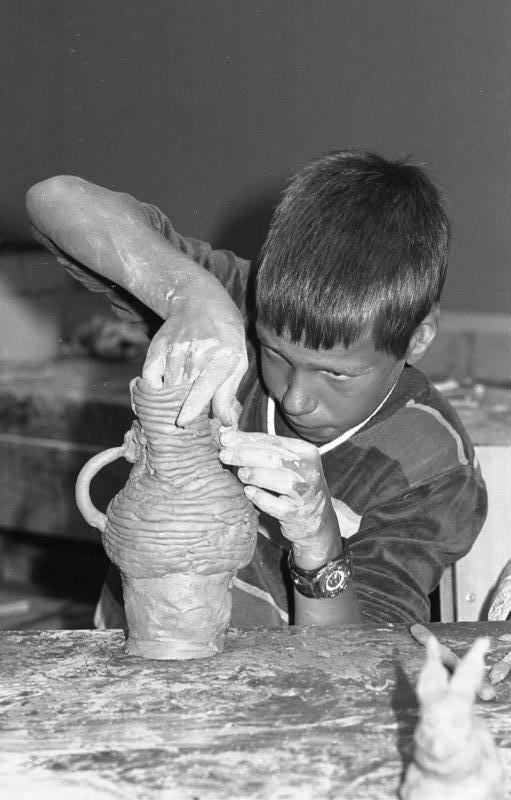
Enfant qui façonne une jarre.

Le modelage est une technique de sculpture qui se pratique sur des matières malléables, principalement des terres plastiques  comme l'argile, la terre glaise, les pâtes à modeler, la cire, les pâtes-autodurcissantes. On pratique aussi le modelage sur la cire.
Le modelage permet d'obtenir des formes par façonnage, en utilisant des outils comme des ébauchoirs et des spatules et aussi par le simple emploi des mains. Il existe plusieurs techniques de modelage, on peut par exemple obtenir une forme en retirant ou en ajoutant de la matière, ou en déformant le matériau. 
Pour les travaux de grandes dimensions, les sculpteurs utilisent une armature en bois ou en métal, ou un noyau en polystyrène, pour éviter que le matériau ne s'effondre sur lui-même.
Un modelage peut être destiné à une œuvre définitive ou servir de travail préparatoire à une sculpture. Le modelage est aussi destiné à servir à un moulage pour une reproduction de l'œuvre dans un matériau dur tel que du plâtre ou de la résine polyester.
Le modelage s'emploie aussi dans l'industrie automobile pour la réalisation de maquettes.
C'est aussi un loisir pratiqué par les enfants notamment en utilisant de la pâte à modeler.
On appelle aussi modelage la fabrication des modèles, généralement en bois, utilisés dans les fonderies pour fabriquer les moules qui recevront le métal en fusion. Pour tenir compte du retrait du métal lors de la solidification et de la dilatation thermique des métaux, le modeleur doit fabriquer un modèle plus grand que la pièce froide dont il a le plan coté. Au lieu de recalculer les cotes du modèle, il utilise les cotes de la pièce moulée, mais il utilise des instruments de mesure (réglets) qui sont gradués en fonction du retrait.